# Josef Kratky
Josef Kratky (* 4. April 1907 in Wien; † 18. August 1989 ebenda) war ein österreichischer Politiker (SPÖ) und Landesparteisekretär. Er war von 1959 bis 1961 Mitglied des Bundesrates und von 1961 bis 1970 Abgeordneter zum österreichischen Nationalrat.
Kratky besuchte fünf Klassen einer Volksschule und wechselte danach für drei Jahre an einer Bürgerschule. Er absolvierte im Anschluss drei Klassen einer gewerblichen Fachschule und erlernte den Beruf des Schuhoberteilherrichters. Ab 1930 war Kratky hauptberuflich als Mitarbeiter der sozialdemokratischen Arbeiterbewegung beschäftigt. Zwischen 1935 und 1936 wurde Kratky aus politischen Gründen inhaftiert, zwischen 1958 und 1967 arbeitete er als SPÖ-Landesparteisekretär in Wien. Er vertrat die SPÖ vom 26. Juni 1959 bis zum 11. November 1961 im Bundesrat und war im Anschluss zwischen dem 11. November 1961 und dem 31. März 1970 Abgeordneter zum Nationalrat.